# Anders Bagge
Sven Anders Bagge (pronunciación en sueco: /svɛn ˈânːdɛʂ ˈbǎɡːɛ/; Estocolmo, 16 de enero de 1968), conocido simplemente como Anders Bagge, es un compositor, letrista y productor discográfico (junto a Peer Åström) sueco.

## Biografía
Hijo del productor musical Sven-Olof Bagge, Anders Bagge comenzó en el mundo de la música siguiendo a su padre en el estudio de grabación y recibiendo clases de trompeta y piano. Posteriormente, a los 17 años, comenzó a producir música. A principios de los 90, formó parte del grupo Legacy of Sound, con quien lanzó dos discos.
Su primer éxito como compositor llegó en 1998 con "Because of You" de 98 Degrees, certificado con disco de platino en Estados Unidos. Desde entonces, ha escrito y producido música para Westlife, Janet Jackson, Céline Dion, Madonna, Santana, Jennifer Lopez, Anastacia, Nick Lachey, Jessica Simpson, Samantha Mumba, Lara Fabian, Enrique Iglesias, Ace of Base y Ashley Tisdale. En particular, ganó un premio a la Mejor Canción Pop en el BMI London Award por All Nite (Don't Stop) de Janet Jackson, por quien ha mostrado una gran admiración.
Anders Bagge formó parte del jurado del programa de talentos sueco Idol durante doce ediciones, entre 2008 y 2015, y nuevamente de 2017 a 2021. En 2009 y 2010, también fue jurado en las dos temporadas de Made in Sweden.
Por otro lado, es coautor de las canciones Drip Drop de Safura y When the Music Dies de Sabina Babayeva, que representaron a Azerbaiyán en el Festival de la Canción de Eurovisión en 2010 y 2012, respectivamente, ocupando el quinto y cuarto lugar, también respectivamente, en el certamen.
Anders Bagge fue seleccionado por SVT para participar en el Melodifestivalen 2022, el festival de música que sirve como selección sueca para el Festival de la Canción de Eurovisión, con la canción Bigger Than the Universe, marcando así su debut como cantante.

## Vida personal
El padre de Anders Bagge, Sven-Olof Bagge, trabajaba en Metronome. Anders Bagge estuvo casado una vez con Laila Bagge Wahlgren. En agosto de 2018, Bagge se casó con Johanna Lind. Bagge fue diagnosticado con trastorno por déficit de atención con hiperactividad (TDAH) en 2013.

## Discografía

### Sencillos
| Título                     | Año  | Mejores posiciones en listas | Álbum |
| Título                     | Año  | SWE                          | Álbum |
| -------------------------- | ---- | ---------------------------- | ----- |
| "Bigger than the Universe" | 2022 | -                            | -     |